# Clarina syriaca
Clarina syriaca är en fjärilsart som beskrevs av Lederer 1855. Clarina syriaca ingår i släktet Clarina och familjen svärmare. Inga underarter finns listade i Catalogue of Life.

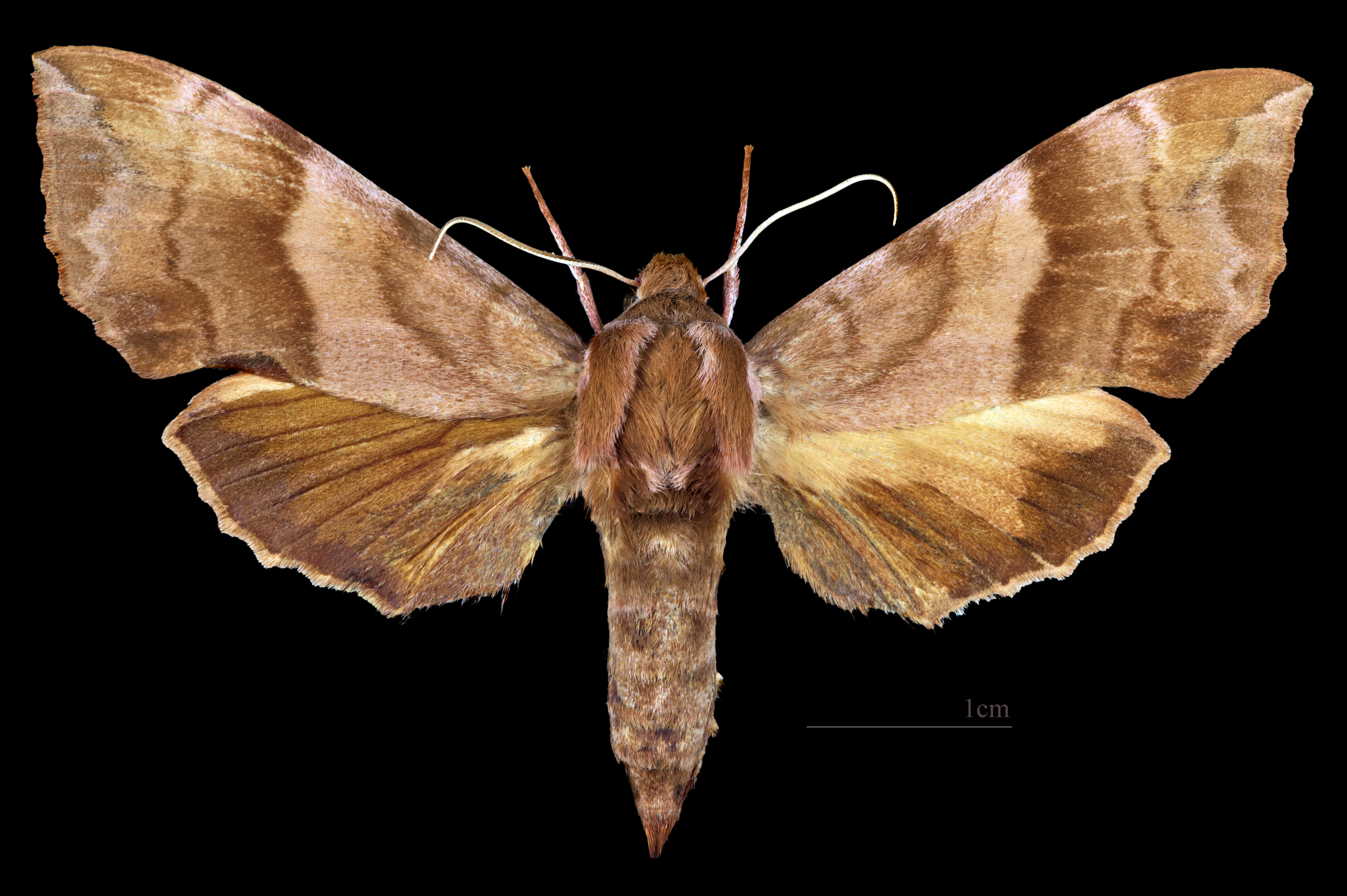
Clarina syriaca ♀
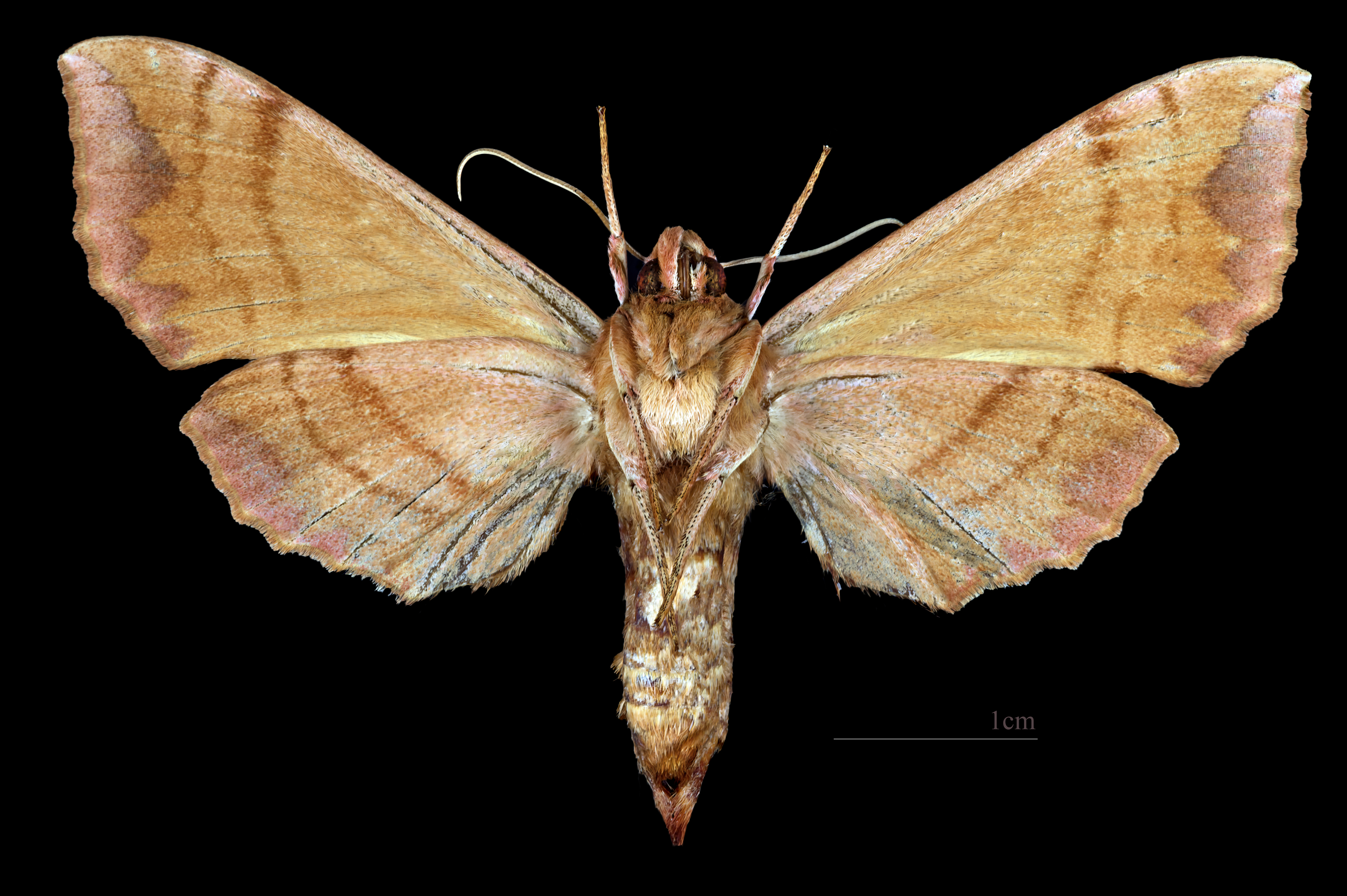
Clarina syriaca ♀ △